# Katedra św. Ruperta w Salzburgu

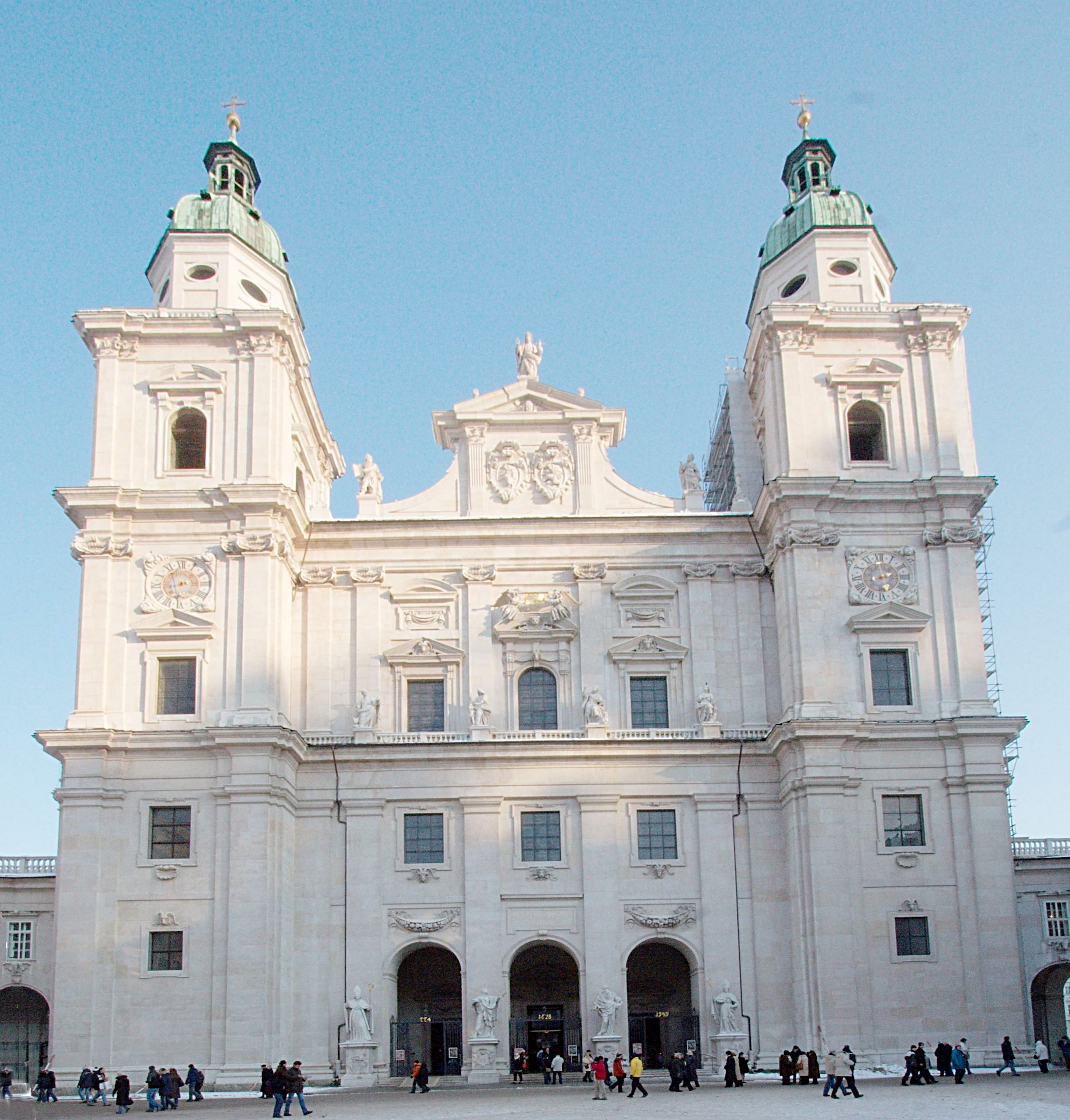
Fasada Katedry w Salzburgu

Katedra św. Ruperta w Salzburgu (niem. Salzburger Dom) – główna świątynia archdiecezji salzburskiej w Austrii. Została wybudowana w latach 1614–1628 w stylu barokowym według projektu włoskiego architekta Santino Solariego na miejscu średniowiecznej katedry wybudowanej przez św. Wirgiliusza, benedyktyńskiego biskupa. W katedrze był chrzczony Wolfgang Amadeus Mozart. Świątynia może pomieścić ok. 10 tys. wiernych.